# Ngolo (vattendrag i Gabon)
Ngolo är ett vattendrag i Gabon, ett biflöde till Ogooué. Det rinner genom provinsen Ogooué-Ivindo, i den centrala delen av landet, 210 km öster om huvudstaden Libreville. Det nedre loppet bildar gräns mot Moyen-Ogooué.